# 欧比尼昂普莱讷
欧比尼昂普莱讷（法語：Aubigny-en-Plaine，法語發音：[obiɲi ɑ̃ plɛn]）是法国科多尔省的一个市镇，位于该省东南部，属于博讷区。

## 地理
欧比尼昂普莱讷（47°7'56"N, 5°10'37"E）面积6.34 平方千米，位于法国勃艮第-弗朗什-孔泰大區科多尔省，该省份为法国中东部省份，北起奥布省，西接涅夫勒省和约讷省，南至索恩-卢瓦尔省，东南接汝拉省，东临上索恩省，东北部与上马恩省接壤。
与欧比尼昂普莱讷接壤的市镇（或旧市镇、城区）包括：贝塞莱西托、马尼莱索比尼、圣尼古拉莱西托、布拉泽昂普莱讷。

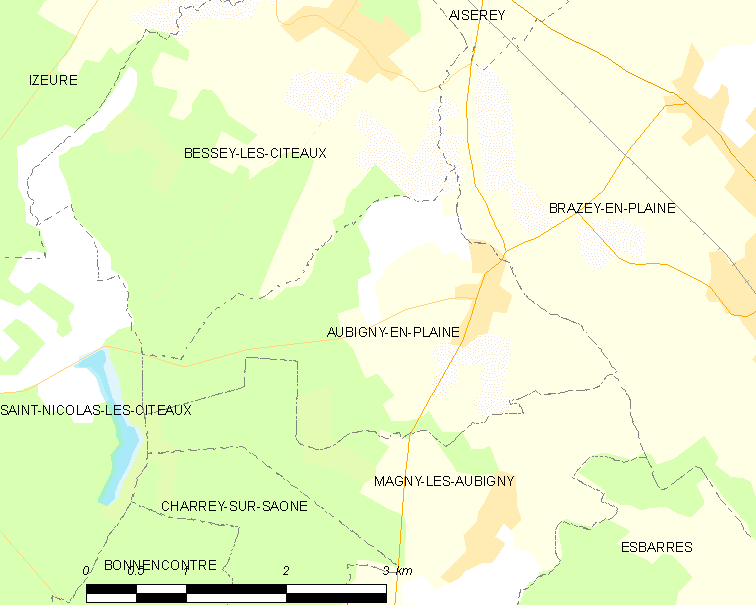
欧比尼昂普莱讷的OSM定位图

欧比尼昂普莱讷的时区为UTC+01:00、UTC+02:00（夏令时）。

## 行政
欧比尼昂普莱讷的邮政编码为21170，INSEE市镇编码为21031。

## 政治
欧比尼昂普莱讷所属的省级选区为布拉泽昂普莱讷县。

## 人口

1962-2008年间欧比尼昂普莱讷人口变化图示

欧比尼昂普莱讷于2022年1月1日时的人口数量为544人。